# Jagdstaffel 51
La Jagdstaffel 51 (in tedesco: Königlich Preußische Jagdstaffel Nr 51, abbreviato in Jasta 51) era una squadriglia (staffel) da caccia della componente aerea del Deutsches Heer, l'esercito dell'Impero tedesco, durante la prima guerra mondiale (1914-1918).

## Storia
La Jagdstaffel 51 venne fondata il 27 dicembre 1917, diventando operativa il 9 gennaio 1918 e da subito accorpata nel Jagdguppe 3. La squadriglia ottenne la prima vittoria aerea il 14 marzo 1918.
L'Oberleutnant Karl Plauth fu l'ultimo Staffelführer (comandante) della Jagdstaffel 51 dall'ottobre 1918 fino alla fine della guerra.
Alla fine della prima guerra mondiale alla Jagdstaffel 51 vennero accreditate 24 vittorie aeree. Di contro, la squadriglia perse 10 piloti, due piloti persi in collisioni aeree, due piloti feriti in azione, un pilota ferito in incidente aereo e 2 piloti fatti prigionieri.

## Lista dei comandanti della Jagdstaffel 51
Di seguito vengono riportati i nomi dei piloti che si succedettero al comando della Jagdstaffel 51.
| Grado        | Nome                   | Periodo                              |
| ------------ | ---------------------- | ------------------------------------ |
| Leutnant     | Hans-Eberhardt Gandert | 27 dicembre 1918 - 29 settembre 1918 |
| Oberleutnant | Hans von Freden        | 10 ottobre 1918 - 11 novembre 1918   |

## Lista delle basi utilizzate dalla Jagdstaffel 51
- Wynghene: 10 gennaio 1918
- Jabbeke, Belgio: 1º febbraio 1918

## Lista degli aerei utilizzati dalla Jagdstaffel 51
- Fokker D.VII